# سالوا کیر مایاردیت
سالوا کیر مایاردیت (به انگلیسی: Salva Kiir Mayardit) (زادروز ۱۹۵۱) رئیس‌جمهور کنونی کشور سودان جنوبی است. وی از اعضای قبیله دینکا است.
سالوا کیر در اواخر دههٔ شصت میلادی در اولین جنگ داخلی سودان به جنبش آنیانیا (Anyanya) پیوست. در زمان عقد توافقنامهٔ صلح آدیس آبابا در ۱۹۷۲ میان دولت سودان و جنبش آنیانیا، که جنوب سودان به منطقه خودمختار تبدیل شد، او یک افسر رده پایین بود. سالوا کیر و رهبران سودان جنوبی دیگر در دورهٔ دوم جنگ‌های داخلی سودان در سال ۱۹۸۳ به شورشیان جنبش آزادیبخش مردم سودان (SPLA) پیوستند و او پس از مدتی به رهبری شاخهٔ نظامی SPLA رسید. سالوا کیر در انتخابات ۲۰۱۰ سودان با بدست آوردن ۹۳ درصد آرا به پیروزی رسید. پس از انتخاب مجدد او، عمر البشیر او را به عنوان معاون اول رئیس‌جمهور سودان برگزید.
مناقشه میان شمال و جنوب سودان از سال ۱۹۵۵ میلادی تا سال ۲۰۰۵ میلادی، منجر به دو جنگ داخلی و جان‌باختن دست‌کم ۲ میلیون نفر شده‌است. دولت سودان بر طبق توافق‌نامهٔ صلحی که در ۹ ژانویه ۲۰۰۵ در کنیا امضا شد و به جنگ داخلی دوم سودان پایان داد، به بخش جنوبی سودان این حق داده شد که بین اتحاد با بخش شمالی یا استقلال کامل از آن، یکی را انتخاب کند.
در ۹ ژانویهٔ ۲۰۱۱ مردم جنوب سودان برای شرکت در یک همه‌پرسی دربارهٔ استقلال از بخش شمالی این کشور، به پای صندوق‌های رای رفتند. پس از آنکه نتیجهٔ همه‌پرسی به نفع استقلال جنوب سودان تمام شد، کشور جدید آفریقایی روز نهم ژوئیه ۲۰۱۱، یعنی درست شش سال پس از معاهدهٔ صلح، تأسیس گردید و سالوا کیر اولین رئیس‌جمهور آن کشور شد.
گفتنی است بیشتر ساکنان شمال سودان عرب زبان هستند، در حالی که جنوبی‌ها متشکل از چندین قوم مختلف هستند که بیشتر آن‌ها مسیحی یا پیرو باورها و مذاهب سنتی و قدیمی هستند. این منطقه، یکی از فقیرترین مناطق جنگ‌زده جهان محسوب می‌شود که به دلیل سال‌ها نزاع، تبعیض و درگیری‌های قبیله‌ای با دولت مرکزی سودان به ویرانی کشیده شده‌است. ساکنین جنوب همچنین از اینکه قوانین اسلامی (شریعت) در سراسر سودان به اجرا در می‌آید ناراضی هستند. در صورت استقلال، این قانون فقط در شمال اجرا خواهد شد. حدود سه چهارم ذخایر نفتی سودان در جنوب این کشور قرار دارد ولی خط لوله‌های نفت صادراتی، از شمال سودان می‌گذرد.